# لباس روحانیت
لباس روحانیت (به انگلیسی: Clerical clothing) لباس غیرمذهبی است که منحصراً توسط روحانیون پوشیده می‌شود. از جلیقه متمایز است زیرا به‌طور خاص برای استفاده در مراسم عبادت در نظر گرفته نشده‌است. شیوه‌ها متفاوت است: لباس روحانی گاهی زیر لباس‌ها پوشیده می‌شود، و گاهی به عنوان لباس روزمره یا لباس خیابانی کشیش، وزیر یا دیگر اعضای روحانی پوشیده می‌شود. در برخی موارد، می‌تواند شبیه یا مشابه عادت مذهبی یک راهب یا راهبه باشد.
در دوران معاصر، بسیاری از روحانیون مسیحی استفاده از پیراهن با یقه روحانی را پذیرفته‌اند. اما استفاده از لباس روحانیت بیشتر در میان روحانیان کاتولیک، انگلیکن، ارتدوکس شرقی و ارتدوکس شرقی رایج است.
|      |                           |                                  |                                                        |                   |                                            |
| راهب | کشیش (کشیش متأهل یا مجرد) | هیرومونک (راهب و کشیش در یک نفر) | کشیش با zostikon خاکستری، Kontorasson و پوشیدن Skufia. | راهب در exorasson | خواننده / زیر شماس / شماس با لباس zostikon |